# Liste der Buchstaben der Zulassungsbehörden für nationale amtliche Kennzeichen für Kleinfahrzeuge
Die Liste der Buchstaben der Zulassungsbehörden für nationale amtliche Kennzeichen für Kleinfahrzeuge enthält für nationale amtliche Kennzeichen für Kleinfahrzeuge in der Binnenschifffahrt die Buchstaben der Zulassungsbehörden in Österreich.

## Liste
| Buchstaben | Zulassungsbehörde                                      |
| ---------- | ------------------------------------------------------ |
| A          | Bundesminister für Verkehr, Innovation und Technologie |
| B          | Landeshauptmann vom Burgenland                         |
| K          | Landeshauptmann von Kärnten                            |
| N          | Landeshauptmann von Niederösterreich                   |
| O*         | Landeshauptmann von Oberösterreich                     |
| S          | Landeshauptmann von Salzburg                           |
| St         | Landeshauptmann der Steiermark                         |
| T          | Landeshauptmann von Tirol                              |
| V          | Landeshauptmann von Vorarlberg                         |
| W          | Landeshauptmann von Wien                               |

* ehemals: C